# 潭西镇
潭西鎮，是中华人民共和国广东省汕尾市陆丰市下辖的一个乡镇级行政单位。。潭西镇位于陆丰市西南部。

## 行政区划
潭西镇下辖以下地区：
潭阳社区、潭西村、东山村、崎头村、长安村、崔陂村、潭东村、深溪村、溪美村、恢丰村、深港村、铁炉村、上埔村和新埔村。

## 中国传统村落
2013年8月，大楼村被评为第二批中国传统村落。